# Enrico Guazzoni
Enrico Guazzoni (Roma, Italia, 18 de septiembre de 1876-Roma 24 de septiembre de 1949) fue un director y guionista italiano, que también se desempeñó en menor medida como productor, diseñador de producción y de vestuario, director artístico, decorador, montajista y como ayudante de dirección. 
Estudió pintura en el Instituto de Bellas Artes de Roma y fue uno de los principales directores del periodo mudo del cine italiano junto a Giovanni Pastrone. 
Es conocido por su cine de temática histórica, que incluye películas como la primera versión de Quo vadis? (1912), Marcantonio e Cleopatra (1913) y Cayo Julio César (1914). Desde finales de los años 1920 hasta principios de los años 1940, realizó algunas películas sonoras sin demasiado éxito.